# L'Scooby-Doo! La llegenda del Fantosaure
L'Scooby-Doo! La llegenda del Fantosaure (títol original en anglès, Scooby-Doo! Legend of the Phantosaur) és una pel·lícula distribuïda directament a vídeo del 2011 basada en Scooby-Doo. La pel·lícula es va estrenar el 6 de setembre de 2011. S'ha doblat al català.